# メフディー・キャッルービー

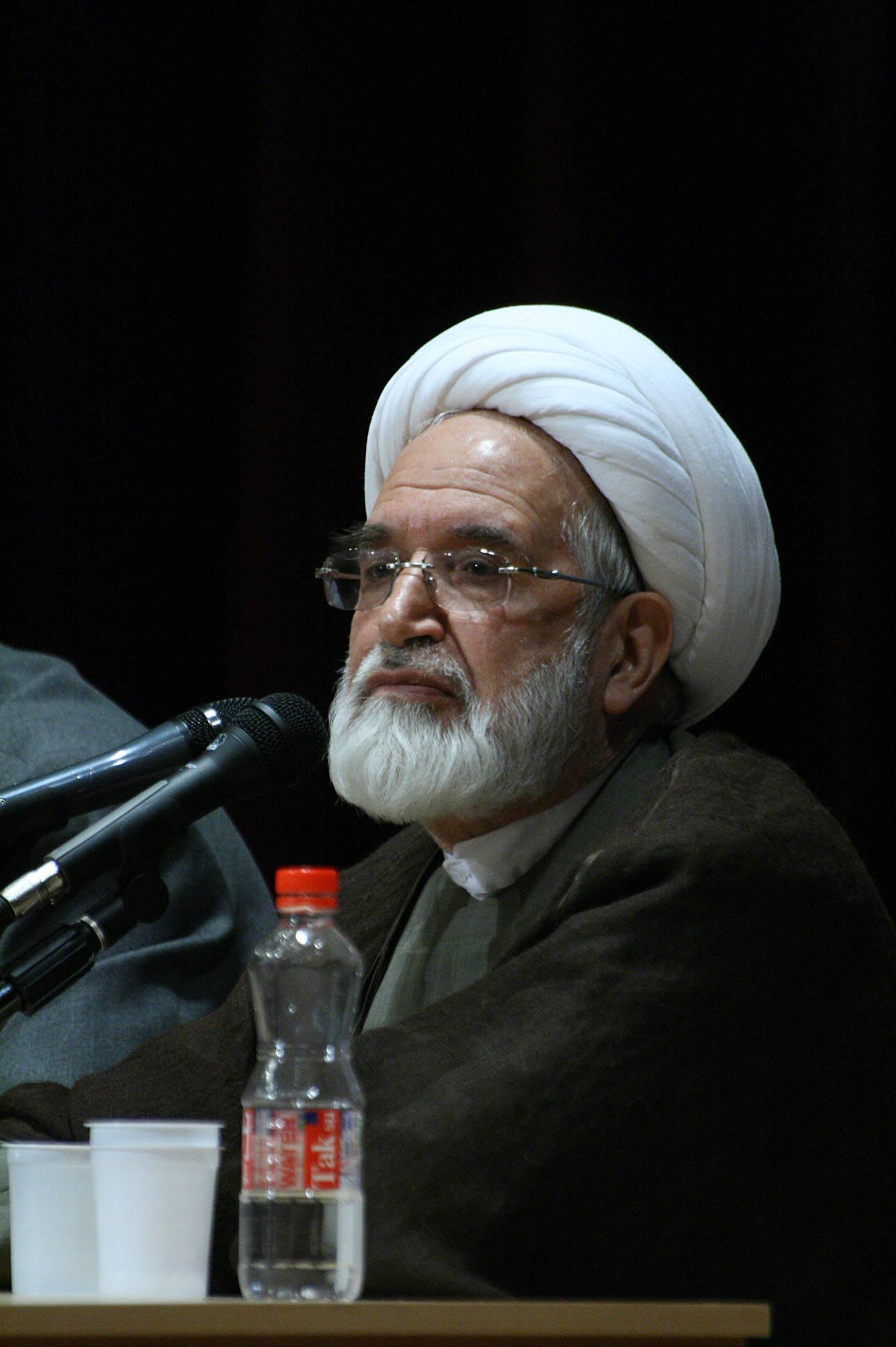
メフディー・キャッルービー

メフディー・キャッルービー（ペルシア語: مهدی کروبی、Mehdi Karroubi、1937年 - ）はイランの政治家、ウラマー（ホッジャトルエスラーム）。元国会議長。闘うウラマー集団書記長。少数民族であるロル人の出身。ロレスターン州アリーグーダルズ出身。日本語メディアでは、キャルビ、カルビなどと表記される。
政治的立場は改革派に属している。改革派の最長老と呼ばれる人物である。
2009年6月12日に行われた大統領選挙に、2008年10月に出馬を表明したが落選。選挙後の大規模な反政府デモで、同じく改革派の候補者であったミール・ホセイン・ムーサヴィーと共に、抗議する大衆と共闘した。
2011年現在は、ムーサヴィーと共に、エジプト革命に触発されイラン国内で再燃した反体制運動の先頭に立っている。